# Shamolagus
Shamolagus — викопний рід зайцеподібних, що жив на території сучасного Китаю та Монголії в еоценову епоху. Він містить два види, обидва з яких зараз вимерли: Shamolagus grangeri та S. medius.